# Orfanato de elefantes de Pinnawala
El Orfanato de elefantes de Pinnawella (en tamil: பின்னவள யானைகள் அனாதைமடம்) es un orfanato, centro de cría y lugar de cautiverio para elefantes silvestres asiáticos situado en el pueblo de Pinnawella, a 13 km (8,1 millas) al noroeste de la ciudad en Kegalle en la provincia de Sabaragamuwa de Sri Lanka. Pinnawella se destaca por tener la mayor manada de elefantes en cautiverio en el mundo. En 2011, había 88 elefantes, entre ellos 37 machos y 51 hembras de tres generaciones viviendo en Pinnawella.
El orfanato fue fundado originalmente con el fin de proporcionar atención y protección a muchos de los elefantes huérfanos lactantes silvestres que se encuentran vagando en y cerca de los bosques de Sri Lanka. Fue creado en el año 1975.